# Musculus ischiocavernosus
Der Musculus ischiocavernosus (von lateinisch musculus „Muskel“; von griechisch ìschion „Gesäß“, „Pfanne des Hüftgelenks“, „Hinterbacke“, „Sitzhöcker“, „Sitzbein“; von lateinisch caverna „Höhlung“, „Höhle“; „vom Sitzbein zum Schwellkörper verlaufender Muskel“) befindet sich unterhalb des Perineums und gehört zur quergestreiften Muskulatur. Der Muskel ist bei den Säugetieren bei beiden Geschlechtern ausgebildet. Innerviert wird der Musculus ischiocavernosus vom Nervus pudendus, welcher den Segmenten zwei bis vier des Kreuzabschnitts des Rückenmarks entstammt. Weitere Muskeln des Penis sind der Musculus bulbospongiosus und der größtenteils aus glatter Muskulatur bestehende Musculus retractor penis. 

## Funktion
Der Musculus ischiocavernosus dient der Verstärkung der Erektion in der abschließenden Versteifungs-Phase (rigid-erection phase), indem er auf die Basis der Schwellkörper Kompressionen ausübt, die einen stark erhöhten Blutdruck im Corpus cavernosum penis aufbauen. Dieser kann ein Mehrfaches des systolischen Blutdrucks (oberer Blutdruckwert) betragen, beim Menschen 400 mmHg und bei anderen Säugetieren 1000 mmHg. Zudem hemmt der Muskel durch seine Kompressionsarbeit den venösen Blutabfluss des Corpus cavernosum penis bzw. des Corpus cavernosum clitoridis durch die Vena profunda penis bzw. die Vena profunda clitoridis. Identische Funktionen des Muskels wurden auch für die nächtliche Erektion im Schlaf nachgewiesen.

## Steuerung
Der Muskel wird sowohl reflektorisch über das vegetative Nervensystem als auch willkürlich über das somatische Nervensystem gesteuert.

### Reflektorisch
Während der Erektions-Phase lösen sensorische Signale von der Eichel (Glans penis) die Kompressionsarbeit an der Basis des Penis aus zur Steigerung der Erektion. Während des Samenergusses synchronisiert sich der Muskel mit den übrigen rhythmischen Kontraktionen im Organ zum Ausstoß des Samens. Beide Reflexe werden Bulbocavernosusreflex genannt.

### Willkürlich
Willkürliche Anwendung des Muskels dient dem Beckenbodentraining, aus einer Vielzahl von medizinischen Gründen, oder der Unterstützung bei gezielter Verzögerung oder Vermeidung von Samenerguss.